# Penya Lledó
La Penya Lledó és una muntanya de 202 metres que es troba al municipi d'Olivella, a la comarca del Garraf.